# Aulonemia deflexa
Aulonemia deflexa là một loài thực vật có hoa trong họ Hòa thảo. Loài này được (N.E.Br.) McClure mô tả khoa học đầu tiên năm 1973.